# Asprenas brunneri
Asprenas brunneri är en insektsart som först beskrevs av Carl Stål 1875.  Asprenas brunneri ingår i släktet Asprenas och familjen Phasmatidae. Inga underarter finns listade.